# Lünersee

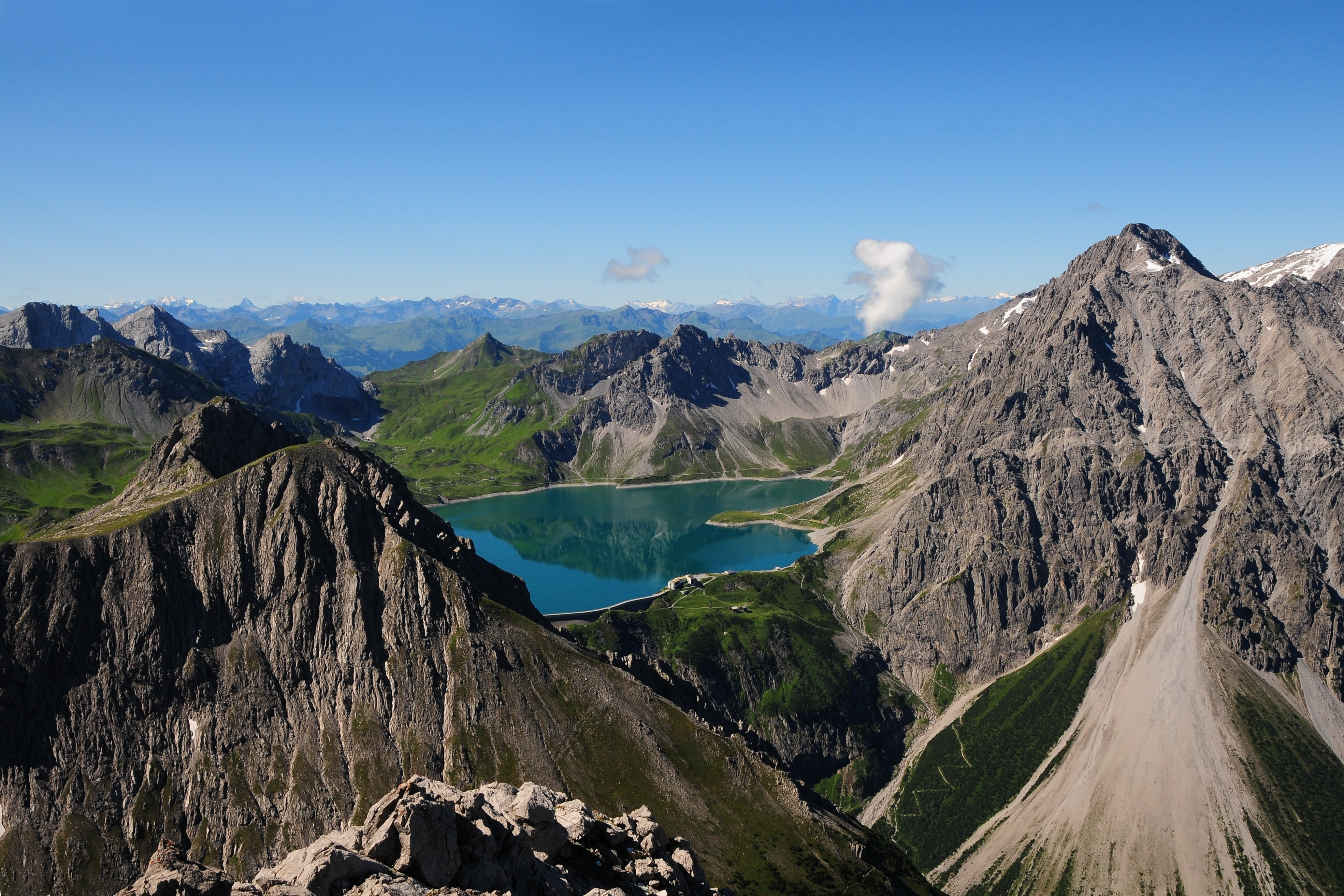
Lünersee

Lünersee är en insjö i förbundslandet Vorarlberg i västra Österrike.
Sjön har naturligt ursprung och dess volym och yta ökades med hjälp av en dammbyggnad. Dammen påbörjades 1920 och fem år senare var den färdigställd. Samtidig etablerades ett pumpkraftverk. Sjöns yta ligger i genomsnitt 1 970 meter över havet och den är vid vissa ställen djupare än 50 meter. Dess tillflöden är flera små bäckar.
Vid sjöns strandlinje öppnade 1870 den första fjällstugan som tillhörde Österrikes alpina förening (Österreichischer Alpenverein). Efter sjöns fördämning byggdes 1960 ett nytt hus (Douglasshütte) på 1976 meter över havet. I närheten av huset ligger bergstationen för en linbana (Lünerseebahn) ner till orten Brand.